# A57高速公路
A57高速公路是法国的一条高速公路，全长55千米，于1992年建成通车。A57始于土伦，终于Le Cannet-des-Maures，与A570、A8高速相连。A57的部分路段最早于1964建成。